# Alain Dautriat
Alain Dautriat, né le 20 mai 1950 à Limoges, est un écrivain français.

## Biographie
Son père était cheminot. Il a toujours gardé pour le Limousin un attachement fort.
Après des études secondaires au lycée Turgot, il est admis en classes préparatoires aux grandes écoles de commerce et intègre l'École supérieure de commerce et de management de Tours-Poitiers en 1969 au rang de sous-major de sa promotion. Diplômé, il entre ensuite à l’École pratique des hautes études qu’il quitte rapidement. Pendant ses études supérieures, il est élu vice-président de la Fédération nationale des associations d’élèves en grandes écoles.
Alain Dautriat effectue son service militaire en 1974 comme officier-instructeur au grade de lieutenant de l’Armée de l'air et aujourd'hui commandant (RC) dans l'Armée de terre.
Ses responsabilités professionnelles se sont majoritairement déroulées dans le secteur bancaire. Notamment au Crédit agricole (1988), au Crédit du Nord comme directeur de la stratégie commerciale (1994) ainsi que pour Cofinoga/Soficarte comme directeur du marketing (2001) ; il fut l’un des premiers à introduire la vente par téléphone par plateaux d’appels et par l'externalisation des moyens de contacts comme Filvert (Crédit agricole), qui fut l'un des premiers dispositifs intégrant la reconnaissance vocale par « concaténation », avant de se consacrer à l'enseignement supérieur (ESC Reims, Paris-XII, ISM)[réf. nécessaire].
Il publie de nombreux ouvrages sur des thèmes très variés mais à dominante historique auprès d’éditeurs reconnus dans ces spécialités. Il est chevalier dans l'ordre des Palmes académiques.
Alain Dautriat est également magistrat consulaire en Île-de-France.

## Vie privée
Alain Dautriat est marié et a un fils.  

## Ouvrage
- Sur les Murs de Paris, guide des plaques commémoratives de la capitale, éditions L'Inventaire, 1999.
- Pensées de Sel, éd. Bernard Giovanangeli.
- Napoléon, la photobiographie, éd Calmann-Lévy,  (ISBN 978-2-7021-3056-8)
- Rethondes, Hauts Lieux de la Grande Guerre, éd. B. Giovanangeli/ministère de la Défense (ouvrage collectif).
- Pensées de sel poivrées, éd. Dite.
- Douceurs et vacarme, éd. ISI.
- Daubert, le signe, roman éd. Sydney Laurent.
- Douceurs et Châtiments, maximes éd. Sydney Laurent.
- « Boulevard des Arts », chroniques régulières dans la Revue de jurisprudence commerciale.